# Lactarius citriolens
Lactarius citriolens é um fungo que pertence ao gênero de cogumelos Lactarius na ordem Russulales. Encontrado na Europa, foi descrito cientificamente pelo micologista tcheco Zdenek Pouzar em 1968.